# Zaragoza, Zaragoza (San Luis Potosí)
Zaragoza är en kommunhuvudort i Mexiko.   Den ligger i kommunen Zaragoza och delstaten San Luis Potosí, i den centrala delen av landet, 300 km nordväst om huvudstaden Mexico City. Zaragoza ligger 1 998 meter över havet och antalet invånare är 8 296.
Terrängen runt Zaragoza är kuperad åt sydost, men åt nordväst är den platt. Terrängen runt Zaragoza sluttar västerut. Runt Zaragoza är det ganska glesbefolkat, med 31 invånare per kvadratkilometer. Zaragoza är det största samhället i trakten. Omgivningarna runt Zaragoza är i huvudsak ett öppet busklandskap.